# Patay-Horváth András
Patay-Horváth András (Budapest, 1976. május 3. –) régész, történész, klasszika filológus, egyetemi oktató. Az ELTE BTK Történeti Intézet Ókortörténeti Tanszékének habilitált egyetemi docense.
Eredeti vezetékneve Horváth volt, de ezt 1998-ban Patay-Horváthra módosította.[forrás?]
Főbb kutatási területe az archaikus és klasszikus kori Görögország, azon belül is leginkább Olympia története és régészete illetve a görög–perzsa háborúk kora. Vizsgálta a szentély templomait, az építkezések gazdasági és politikai összefüggéseit, a szobrászati alkotásokat, az olympiai játékok kialakulását, illetve a helyi pénzverés kronológiai és ikonográfiai kérdéseit is. Kiadott egy sokáig publikálatlan feliratot és elsőként alkalmazott új technológiákat olyan régi kérdések megválaszolására, amelyek már több mint egy évszázada foglalkoztatják a kutatást.

## Tanulmányai és tudományos fokozatai
Középiskolai tanulmányait a budapesti Piarista Gimnáziumban végezte. 1994 és 2001 között történelemet, régészetet, valamint latint és ógörögöt hallgatott az Eötvös Loránd Tudományegyetem Bölcsészettudományi Karán. 1995–96-ban a Heidelbergi Egyetemen tanult ókortörténetet és klasszika archeológiát. 1999 és 2001 között az Eötvös Loránd Tudományegyetem posztgraduális régész képzését végezte el, majd 2002-ben a Freiburgi Egyetemen tanult klasszika archeológia szakon.
PhD fokozatot 2003-ban szerzett summa cum laude minősítéssel, disszertációjának címe: Fémapplikációk az archaikus és klasszikus kori görög márványszobrászatban, különös tekintettel a Kr.e. V. sz. oromcsoportjaira.
2015-ben habilitált az Eötvös Loránd Tudományegyetemen. Habilitációs értekezésének címe: The Origins of the Olympic Games.

## Oktatói és szakmai tevékenység
2003-tól 2006-ig tanársegéd az ELTE BTK Régészettudományi Intézetben. 2008-tól az ELTE BTK Ókortörténeti Tanszék oktatója, kezdetben adjunktus, majd 2020-tól docens. 2021-től a tanszékvezető.
2004 és 2005 között Görögország múzeumaiban kutatott a Magyar Állami Eötvös Ösztöndíj és a görög állam kutatói ösztöndíjának segítségével. 2006-ban és 2007-ben a müncheni Staatliche Antikensammlungen tudományos munkatársa volt, 2008-tól 2022-ig a Magyar Tudományos Akadémia Régészeti Intézetében dolgozott tudományos munkatársként. 2009-től 2014-ig az OTKA NNF 78486 és 85614, NF 101755 sz. projektekben volt vezető kutató.

## Díjai, kitüntetései
2016 – ELTE Ígéretes Kutatója
2014 – A Magyar Ókortudományi Társaság tudományos előadásíró pályázatának 1. helyezettje
2013 – Bolyai-plakett
2009 – Best Poster Award a Vienna Congress on Cultural Heritage and New Technologies c. konferencián

## Főbb publikációi
- Transformations of Pelops. Myths, cults and Monuments reconsidered. London–New York, Routledge, 2023.
- The Origins of the Olympic Games. Budapest, Archaeolingua, 2015.
- The Virtual 3D Reconstruction of the East Pediment of the Temple of Zeus at Olympia. Budapest, 2011. ISBN 978-963-284-196-0 (bilingual CD-ROM)
- Metallanstückungen in der archaischen und klassischen griechischen Skulptur. Tübinger Archäologische     Forschungen, Nr. 3. Rahden/Westf., Verlag Marie Leidorf, 2008.
- The lost Dedicatory Inscription of the Serpent Column at Delphi. In: D. Leão et al. (eds.): Our Beloved Polites: Studies     presented to P.J. Rhodes. Archaeopress, 2022. 303–313.
- Greek Temple Building from an Economic Perspective: Case Studies from the Western Peloponnesos. In: Philip, Sapirstein – David, Scahill (eds.): New directions and paradigms for the study of Greek architecture. Brill (2020) pp. 168–176.
- Greek Geometric Animal Figurines and the Origins of the Ancient Olympic Games. ARTS 9: (1) 20, 2020.
- Die Perserbeute von Plataia, die Anfänge der elischen Münzprägung und die finanziellen Grundlagen der „Grossbaustelle Olympia”. Klio 95, 2013, 61–83.
- The Virtual 3D Reconstruction of the East Pediment of the Temple of Zeus at Olympia – An old puzzle of classical archaeology in the light of recent technologies. Digital Applications in Archaeology and Cultural Heritage, Volume 1, Issue 1, 2014, pp. 12–22.

## Forrás
- https://torint.elte.hu/content/patay-horvath-andras.t.26525